# Centrum Holocaustu w Skopje

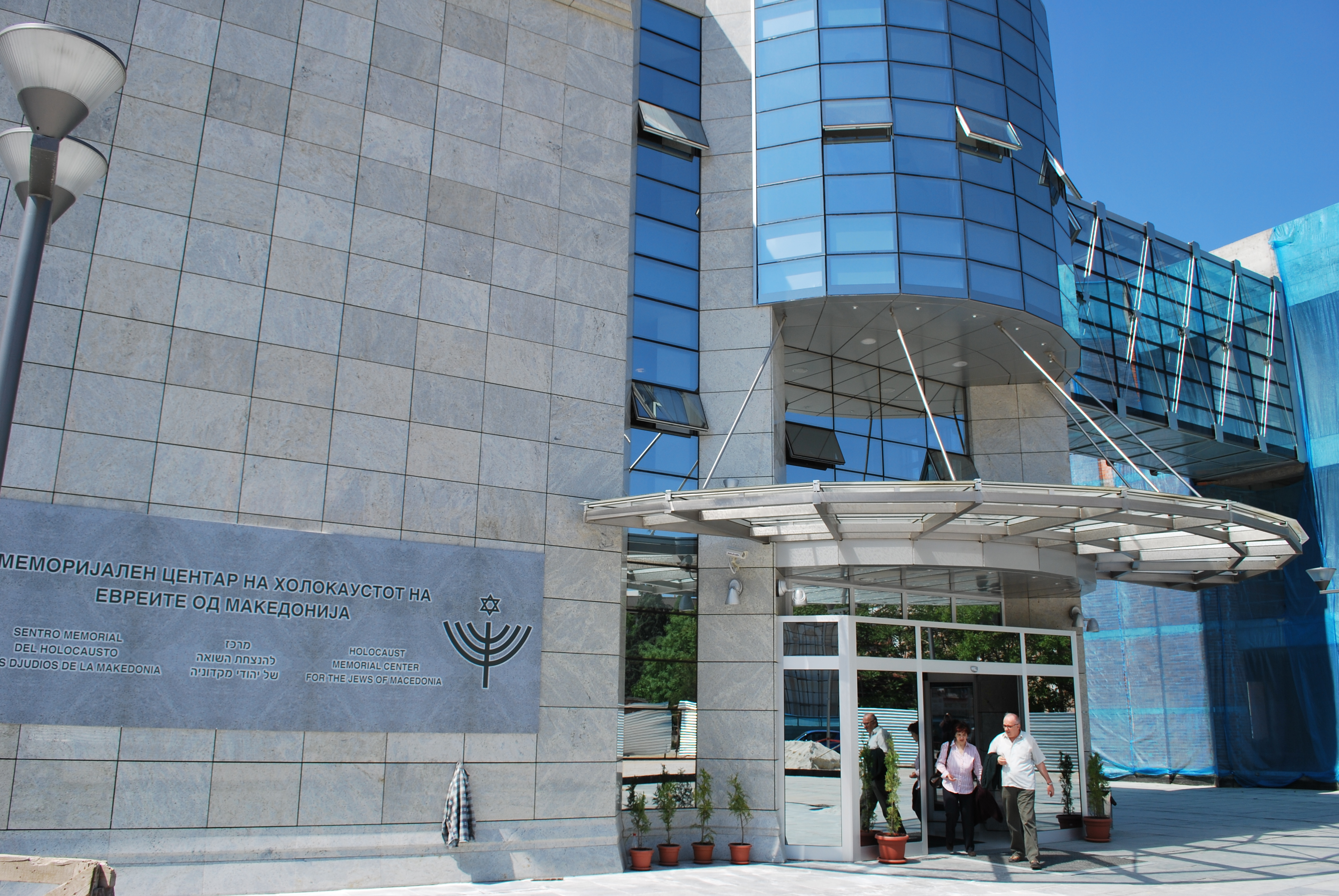
Wejście do siedziby centrum

Centrum Holocaustu w Skopje (mac. Меморијален центар на холокаустот на Евреите од Македонија, Memorijałen centar na hołokaustot na Ewreite od Makedonija) – instytucja pamięci poświęcona żydowskiej społeczności Macedonii Północnej.

## Instytucja
Budowa Centrum Holocaustu rozpoczęła się w 2005 roku. Powstało w celu upamiętnienia ponad 7 tys. Żydów z Macedonii, których zamordowano w czasie Zagłady. Jest zlokalizowane w Skopje, w tzw. Dzielnicy Żydowskiej, która dawniej stanowiła centrum życia społecznego żydowskiej społeczności miasta. Oficjalne otwarcie nastąpiło 10 marca 2011 roku, 68 lat po deportacji macedońskich Żydów do obozu zagłady w Treblince. W momencie otwarcia była to czwarta tego typu placówka po Waszyngtonie, Jerozolimie i Berlinie. W Centrum mieści się ekspozycja stała (jednym z eksponatów jest 500-letni zwój Tory, przeniesiony na Bałkany przez Żydów sefardyjskich z Hiszpanii), a ponadto placówka prowadzi działalność edukacyjną, poświęconą budowaniu społeczeństwa zróżnicowanego etnicznie i religijnie.

## Zagłada macedońskich Żydów
Podczas II wojny światowej ziemie Macedonii zostały przyłączone do Carstwa Bułgarii, która zawarła porozumienie z III Rzeszą. W związku z tym społeczność żydowska na zajętych przez Bułgarię terenach 11 marca 1943 roku została eksmitowana ze swoich domów i przetransportowana do obozu przejściowego w Skopje. Następnie 22, 25 i 29 marca kolejne konwoje zostały skierowane do obozu zagłady w Treblince. Ostatnia grupa przybyła na miejsce 3 kwietnia 1943 roku. W sumie deportacja objęła 7144 osoby, z czego niemal połowę stanowiły dzieci. Nie ocalał żaden z deportowanych Żydów. Tym samym zagłada objęła 98% żydowskiej ludności Macedonii, co jest najwyższym odsetkiem spośród wszystkich krajów, a 11 marca pozostaje datą, w której organizowane są obchody na pamiątkę rozpoczęcia deportacji.